# Malaysia International 2005
Die Malaysia International 2005 im Badminton fanden vom 23. bis zum 26. November 2005 statt.

## Die Sieger und Platzierten
| Disziplin    | Gold                            | Silber                     | Bronze                                  |
| ------------ | ------------------------------- | -------------------------- | --------------------------------------- |
| Herreneinzel | Shon Seung-mo                   | Yogendran Krishnan         | Jeffer Rosobin                          |
| Herreneinzel | Shon Seung-mo                   | Yogendran Krishnan         | Markus Wijanu                           |
| Dameneinzel  | Bae Seung-hee                   | Lydia Cheah Li Ya          | Kang Joo-young                          |
| Dameneinzel  | Bae Seung-hee                   | Lydia Cheah Li Ya          | Pia Zebadiah                            |
| Herrendoppel | Zakry Abdul Latif Gan Teik Chai | Hendra Gunawan Joko Riyadi | Yonathan Suryatama Dasuki Yoga Ukikasah |
| Herrendoppel | Zakry Abdul Latif Gan Teik Chai | Hendra Gunawan Joko Riyadi | Razif Abdul Latif Khoo Chung Chiat      |
| Damendoppel  | Meiliana Jauhari Purwati        | Kang Joo-young Lee Seul-gi | Fong Chew Yen See Phui Leng             |
| Damendoppel  | Meiliana Jauhari Purwati        | Kang Joo-young Lee Seul-gi | Bae Seung-hee Kim Jin-ah                |
| Mixed        | Gan Teik Chai Fong Chew Yen     | Lee Jae-jin Kim Jin-ah     | Kenichi Hayakawa Megumi Taruno          |
| Mixed        | Gan Teik Chai Fong Chew Yen     | Lee Jae-jin Kim Jin-ah     | Ruben Gordown Khosadalina Wong Wai See  |